# Nowotwór metachroniczny
Nowotwór metachroniczny – jest to kolejne, niezależne ognisko lub ogniska nowotworu w innym miejscu lub innej tkance rozwijające się w pewnym odstępie czasu od pierwszego ogniska. Okres ten powinien wynosić co najmniej 2 miesiące, przy czym przyjmowane są różne odstępy czasu dla różnych typów nowotworów. Nowotwór metachroniczny nie jest przerzutem ani nawrotem guza pierwotnego.